# Cerodontha trispinata
Cerodontha trispinata är en tvåvingeart som beskrevs av Spencer 1977. Cerodontha trispinata ingår i släktet Cerodontha och familjen minerarflugor. Inga underarter finns listade i Catalogue of Life.